# World Boxing Council
World Boxing Council (WBC) – jedna z największych i najbardziej prestiżowych międzynarodowych organizacji boksu zawodowego z siedzibą w Meksyku. Do organizacji należy 161 państw członkowskich. Prezydentem World Boxing Council w latach 1975-2014 był José Sulaimán (30.05.1931-16.01.2014). Obecnie jest nim jego syn, Mauricio Sulaiman. Sankcjonowane przez organizację walki odbywają się w 17 kategoriach wagowych.

## Historia
Organizacja boksu zawodowego WBC została utworzona 14 lutego 1963 roku w Meksyku z inicjatywy 12 państw: Stanów Zjednoczonych, Argentyny, Wielkiej Brytanii, Francji, Meksyku, Filipin, Panamy, Chile, Peru, Wenezueli, Portoryko i Brazylii. Jej zadaniem było zjednoczenie wszystkich organizacji bokserskich i kontrola nad dalszym rozwojem boksu zawodowego, organizowanie walk o tytuł mistrza świata, wyznaczanie pretendentów do walk mistrzowskich oraz ustalanie regulaminów bokserskich.
W 1983 roku WBC mając na uwadze zdrowie zawodników ograniczyło liczbę rund w walkach mistrzowskich z 15 do 12. 
21 maja 2005 roku pierwszy raz w historii mistrzem świata federacji WBC został Polak Tomasz Adamek. Pokonał on tego dnia na punkty w hali United Center w Chicago Australijczyka Paula Briggsa i wywalczył mistrzostwo świata w kategorii półciężkiej.
15 maja 2010 roku jako drugi Polak mistrzem świata federacji WBC został Krzysztof Włodarczyk, który w Łodzi pokonał przez TKO w ósmej rundzie Giacobbe Fragomeniego czym wywalczył pas WBC w kategorii junior ciężkiej.
W październiku 2006 roku władze WBC postanowiły, że podczas walk mistrzowskich podawany będzie publicznie bilans punktowy, po czwartej i po ósmej rundzie. Po raz pierwszy decyzja znalazła zastosowanie 13 listopada 2006 roku w Tokio.

### WBC Muay Thai
W 2002 roku, w porozumieniu z rządem Tajlandii, w ramach struktur WBC powołano organizację WBC Muay Thai. Sankcjonuje ona walki, prowadzi rankingi i przyznaje tytuły mistrzowskie w boksie tajskim. Kieruje nią Kovid Bhakdibhumi (prezydent Asian Boxing Council i wiceprezydent WBC).

## Obecni mistrzowie organizacji WBC
Stan na 20 marca 2025.

### Mężczyźni
| Kategoria                   | Mistrz                       | Początek panowania   | Dni  |
| --------------------------- | ---------------------------- | -------------------- | ---- |
| słomkowa (105 lbs)          | Melvin Jerusalem             | 31 marca 2024        | 354  |
| junior musza (108 lbs)      | Panya Pradabsri              | 26 grudnia 2024      | 84   |
| musza (112 lbs)             | Kenshiro Teraji              | 13 października 2024 | 158  |
| junior kogucia (115 lbs)    | Jesse Rodríguez              | 29 czerwca 2024      | 264  |
| kogucia (118 lbs)           | Junto Nakatani               | 24 lutego 2024       | 390  |
| junior piórkowa (122 lbs)   | Naoya Inoue                  | 25 lipca 2023        | 604  |
| piórkowa (126 lbs)          | Brandon Figueroa             | 18 października 2024 | 153  |
| junior lekka (130 lbs)      | O'Shaquie Foster             | 2 listopada 2024     | 138  |
| lekka (135 lbs)             | Shakur Stevenson             | 16 listopada 2023    | 490  |
| junior półśrednia (140 lbs) | Alberto Puello               | 24 czerwca 2024      | 269  |
| półśrednia (147 lbs)        | Mario Barrios                | 18 czerwca 2024      | 275  |
| junior średnia (154 lbs)    | Sebastian Fundora            | 30 marca 2024        | 355  |
| junior średnia (154 lbs)    | Serhii Bohachuk (tymczasowy) | 30 marca 2024        | 355  |
| średnia (160 lbs)           | Carlos Adames                | 7 maja 2024          | 317  |
| superśrednia (168 lbs)      | Canelo Álvarez               | 19 grudnia 2020      | 1552 |
| półciężka (175 lbs)         | Artur Bietierbijew           | 18 października 2019 | 1980 |
| półciężka (175 lbs)         | David Benavidez (tymczasowy) | 15 czerwca 2024      | 278  |
| junior ciężka (190 lbs)     | Badou Jack                   | 11 grudnia 2024      | 99   |
| bridger (224 lbs)           | Kevin Lerena                 | 8 października 2024  | 163  |
| ciężka (225+ lbs)           | Ołeksandr Usyk               | 18 maja 2024         | 306  |

### Kobiety
| Kategoria                   | Mistrz                    | Początek panowania  | Dni   |
| --------------------------- | ------------------------- | ------------------- | ----- |
| junior słomkowa (102 lbs)   | Tina Rupprecht            | 13 stycznia 2024    | 432   |
| słomkowa (105 lbs)          | Wakat                     | Wakat               | Wakat |
| słomkowa (105 lbs)          | Umi Ishikawa (tymczasowa) | 3 maja 2024         | 321   |
| junior musza (108 lbs)      | Jessica Nery Plata        | 13 stycznia 2022    | 1162  |
| musza (112 lbs)             | Gabriela Fundora          | 2 listopada 2024    | 138   |
| junior kogucia (115 lbs)    | Ashley Gonzalez Macias    | 1 października 2022 | 901   |
| junior kogucia (115 lbs)    | Ginny Fuchs (tymczasowa)  | 31 sierpnia 2024    | 201   |
| kogucia (118 lbs)           | Dina Thorslund            | 24 lutego 2024      | 390   |
| junior piórkowa (122 lbs)   | Yamileth Mercado          | 16 listopada 2019   | 1951  |
| piórkowa (126 lbs)          | Skye Nicolson             | 4 grudnia 2023      | 472   |
| junior lekka (130 lbs)      | Alycia Baumgardner        | 13 listopada 2021   | 1223  |
| lekka (135 lbs)             | Caroline Dubous           | 11 grudnia 2024     | 99    |
| junior półśrednia (140 lbs) | Katie Taylor              | 25 listopada 2023   | 481   |
| półśrednia (147 lbs)        | Natasha Jonas             | 14 grudnia 2024     | 96    |
| junior średnia (154 lbs)    | Natasha Jonas             | 14 grudnia 2024     | 96    |
| średnia (160 lbs)           | Claressa Shields          | 3 września 2022     | 929   |
| superśrednia (168 lbs)      | Franchón Crews-Dezurn     | 15 grudnia 2023     | 461   |
| ciężka (168+ lbs)           | Claressa Shields          | 27 lipca 2024       | 236   |